# Ritenministerium
Das Ritenministerium (chinesisch 禮部 / 礼部, Pinyin Lǐbù) war eines der sechs Ministerien des kaiserlichen China.
Es existierte in dieser Form von der Tang-Dynastie (617–907) bis zum Sturz der Monarchie 1911. Vorher waren seine Zuständigkeiten auf mehrere Stellen verteilt, darunter den Großzeremonienmeister, den Großherold und den Vorsteher des Ahnenclans. Während der Song-Zeit wurden sie vorübergehend von der Sekretariatskanzlei wahrgenommen.
Zu den Aufgaben des Ritenministeriums gehörte:
- Die Durchführung des konfuzianischen Staatskults inklusive des Hofzeremoniells und der kaiserlichen Opfer.
- Bestimmte Angelegenheiten, die die buddhistische und daoistische Priesterschaft betreffen.
- Die Abhaltung der Beamtenprüfungen (736 vom Personalministerium übernommen).
- Die Pflege der Beziehungen zu tributpflichtigen ausländischen Staaten – zu denen zunächst grundsätzlich auch die europäischen Staaten gerechnet wurden. Mit Gründung des Zongli Yamen 1860 gab das Ritenministerium einen Großteil der diesbezüglichen Kompetenzen dorthin ab.